# Teucrium dealeanum
Teucrium dealeanum là một loài thực vật có hoa trong họ Hoa môi. Loài này được Emb. & Maire miêu tả khoa học đầu tiên năm 1935.